# Miss Universo 2017
Miss Universo 2017, la 66.ª edición del concurso Miss Universo, se llevó a cabo en el The AXIS en el Planet Hollywood Resort & Casino en Las Vegas, Nevada (Estados Unidos) el 26 de noviembre de 2017.
Representantes provenientes de noventa y dos países y territorios compitieron por el título, superando el récord anterior de ochenta y nueve candidatas en 2011 y 2012. Al final del evento, Miss Universo 2016, Iris Mittenaere de Francia, coronó como su sucesora a Demi-Leigh Nel-Peters de Sudáfrica. Elegida por un jurado de siete personas, la ganadora, de 22 años, se convirtió en la segunda representante de su país en obtener el título de Miss Universo, después de Margaret Gardiner (Miss Universo 1978).
El concurso fue presentado por Steve Harvey por tercer año consecutivo, y la supermodelo Ashley Graham. La personalidad de la televisión Carson Kressley y la entrenadora de pasarela Lu Sierra proporcionaron comentarios y análisis a lo largo del evento. Las cantantes estadounidenses Fergie y Rachel Platten actuaron en esta edición.
La competencia también contó con el regreso de la corona Phoenix Mikimoto, que fue utilizada por última vez en 2007, después de que WME/IMG demandó a la Diamond International Company debido a una violación de contrato en agosto de 2017. Después de no realizar los pagos, IMG canceló el contrato con DIC.

## Antecedentes

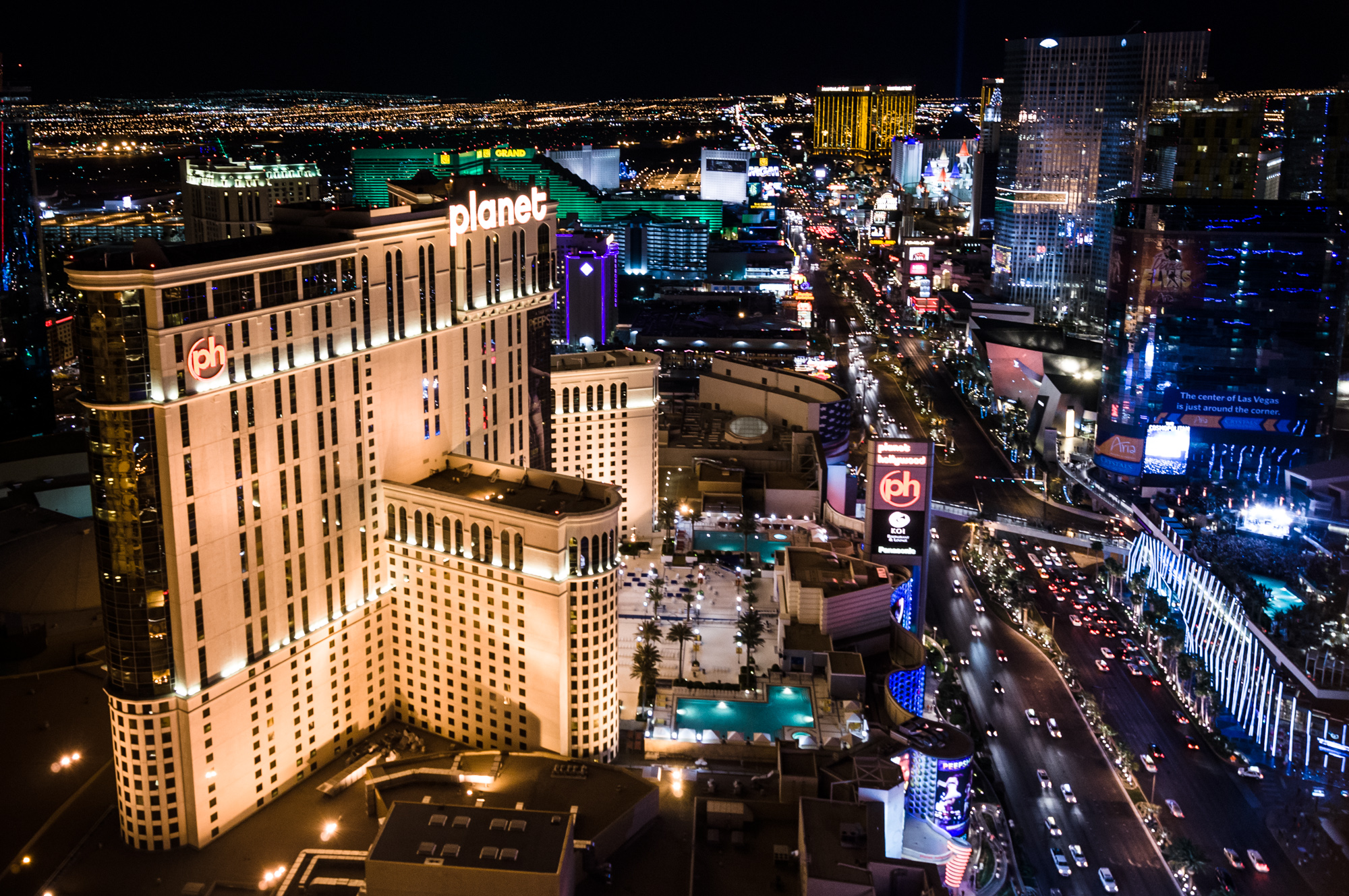
Planet Hollywood Resort and Casino, recinto sede de Miss Universo 2017

### Sede y fecha
Troy Barbagallo, empresario australiano y director de la organización Miss Universo Australia, informó al Herald Sun que presentó una oferta a IMG para que Australia fuera la sede de la edición de 2017, con Sídney o Melbourne como ciudades anfitrionas viables.
El Departamento de Turismo de Filipinas anunció el 25 de mayo de 2017, que la Organización Miss Universo había propuesto celebrar el concurso nuevamente en Filipinas. El concurso de Miss Universo 2016 tuvo lugar en la nación. La Organización Miss Universo se mostró satisfecha con la organización del concurso anterior en Filipinas, afirmando que dominó los eventos previos del Super Bowl LI. El 22 de junio de 2017, el Departamento de Turismo decidió que no organizaría el concurso ese año y, en su lugar, consideraría organizar la edición siguiente.
El 28 de septiembre de 2017, la Organización Miss Universo confirmó la fecha y ubicación del concurso a través de Instagram. El concurso tuvo lugar en el teatro The AXIS del Planet Hollywood Resort and Casino en Las Vegas el 26 de noviembre de 2017. La última vez que el teatro The AXIS fue utilizado por el concurso fue en 2015.

### Selección de candidatas

#### Reemplazos
Liesbeth Claus, la tercera finalista de Miss Bélgica 2017, fue designada para representar a Bélgica después de que Romanie Schotte, Miss Bélgica 2017, eligió competir en Miss Mundo 2017 debido a conflictos de fechas entre los dos concursos. Kseniya Alexandrova, la primera finalista de Miss Rusia 2017, también fue designada para representar a Rusia después de que Polina Popova, Miss Rusia 2017, eligió competir en Miss Mundo 2017. Katarzyna Włodarek, la segunda finalista de Miss Polonia 2016, fue designada para representar a Polonia después de que el concurso Miss Polonia se retrasó hasta finales de noviembre, después del concurso de Miss Universo.
Mira Simeonova, Miss Universo Bulgaria 2017, originalmente estaba destinada a representar a Bulgaria en Miss Universo. Sin embargo, Simeonova no cumplía con los requisitos mínimos de edad del concurso. Debido a esto, Nikoleta Todorova, finalista en Miss Universo Bulgaria 2017, reemplazó a Simeonova como Miss Universo Bulgaria 2017. Vian Sulaimani estaba destinada a representar a Irak en Miss Universo. Sin embargo, Sulaimani fue destituida después de que se descubrió que estaba casada. Después de la destitución de Sulaimani, la Organización Miss Irak realizó una convocatoria para seleccionar a la nueva representante de Irak en Miss Universo. Sarah Idan emergió como la nueva Miss Irak 2017. Pınar Tartan, Miss Turquía Supranacional 2017, reemplazó a Aslı Sümen como Miss Turquía Universo 2017 después de que Sümen reemplazara a Itır Esen como Miss Turquía Mundo 2017 horas después de su coronación debido a un tuit sobre el intento de golpe de Estado de Turquía de 2016.

#### Debuts, regresos y retiros
La edición de 2017 vio los debuts de Camboya, Laos y Nepal, y los regresos de Egipto, El Salvador, Etiopía, Ghana, Irak, Irlanda, Líbano, Santa Lucía, Trinidad y Tobago y Zambia. Irak compitió por última vez en 1972, lo que hace que sea la primera vez que el país compite después de cuatro décadas de retirarse de Miss Universo. Zambia compitió por última vez en 2010, Egipto, Etiopía, Santa Lucía y Trinidad y Tobago compitieron por última vez en 2014, mientras que los demás compitieron por última vez en 2015. Belice, Dinamarca, Hungría, Kenia, Kosovo, Sierra Leona y Suiza se retiraron. Sierra Leona se retiró de la competencia después de que Adama Kargbo no pudo obtener una visa a tiempo para la competencia en Estados Unidos. Belice, Dinamarca, Hungría, Kenia, Kosovo y Suiza se retiraron después de que sus respectivas organizaciones no lograron realizar un concurso nacional o designar a una candidata.

## Resultados

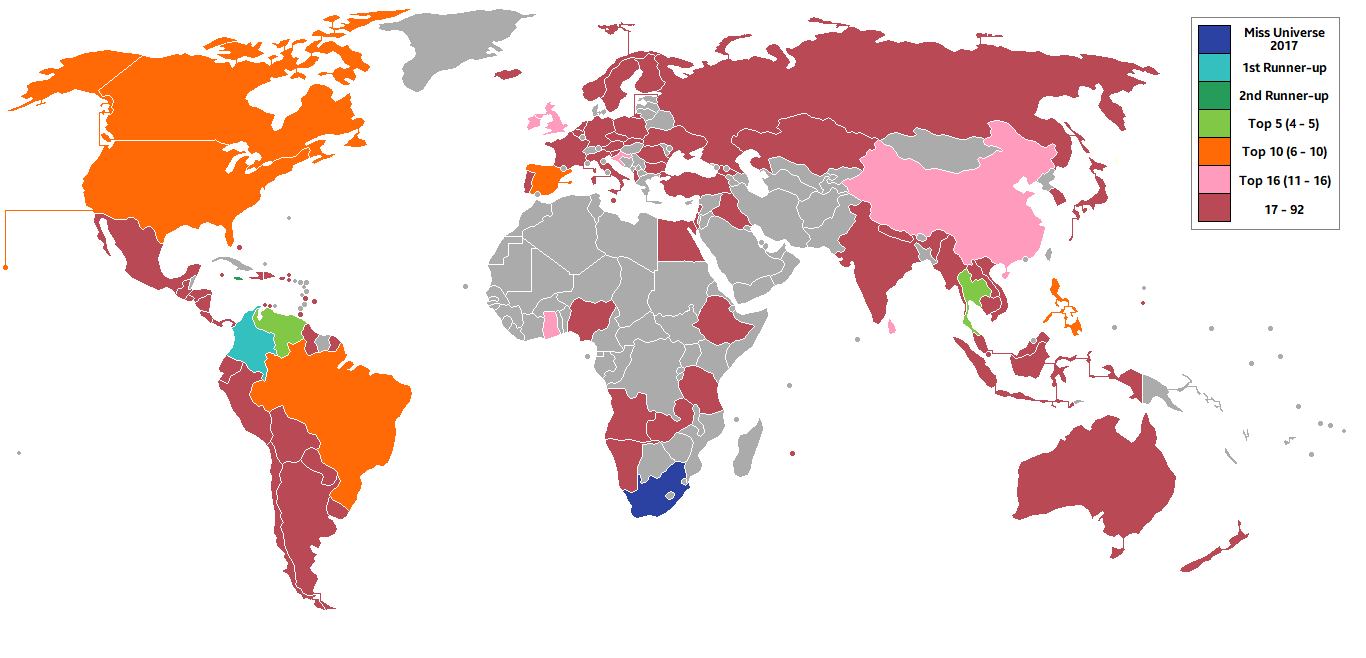
Países y territorios que enviaron candidatas y resultados para Miss Universo 2017

| Posición           | Candidata |
| ------------------ | --- |
| Miss Universo 2017 | - Sudáfrica - Demi-Leigh Nel-Peters |
| Primera finalista  | - Colombia - Laura González |
| Segunda finalista  | - Jamaica - Davina Bennett |
| Top 5              | - Tailandia - Maria Poonlertlarp - Venezuela - Keysi Sayago |
| Top 10             | - Brasil - Monalysa Alcântara - Canadá - Lauren Howe - España - Sofía del Prado - Estados Unidos - Kára McCullough - Filipinas - Rachel Peters                 |
| Top 16             | - China - Roxette Qiu - Croacia - Shanaelle Petty - Ghana - Ruth Quashie - Gran Bretaña - Anna Burdzy - Irlanda - Cailín Toíbin - Sri Lanka - Christina Peiris |

### Premios especiales
Los premios especiales fueron otorgados a las siguientes candidatas:
| Premio               | Candidata                                          |
| -------------------- | -------------------------------------------------- |
| Mejor traje nacional | - Japón - Momoko Abe                               |
| Miss Simpatía        | - Egipto - Farah Sedky - Panamá - Laura de Sanctis |

## El concurso

### Formato
La cantidad de cuartofinalistas se incrementó de trece en 2016 a dieciséis. Por primera vez en esta edición, las concursantes se dividieron en tres regiones geográficas: las Américas, Europa y África y Asia-Pacífico. Los jueces eligieron a las cuatro mejores candidatas de cada una de las tres regiones, así como a otras cuatro concursantes de cualquier región para completar las dieciséis cuartofinalistas. Las dieciséis cuartofinalistas participaron en la competencia de trajes de baño, con diez avanzando en la competencia para la competencia de trajes de noche. Cinco finalistas avanzaron para competir en la porción de preguntas y respuestas, mientras que tres finalistas avanzaron para competir en la pregunta final y la pasada final (final look).

### Comité de selección

#### Competencia preliminar
El comité de selección de la competencia preliminar estuvo conformado por las siguientes seis personas:
- Cecilio Asuncion, director y fundador de Slay Models
- Morgan Deane, directora de marketing del grupo de restaurantes TAO
- Wendy Fitzwilliam, Miss Universo 1998 de Trinidad y Tobago
- Isabelle Lindblom, cazatalentos de IMG Models
- Megan Olivi, presentadora y reportera de Fox Sports 1
- Bill Pereira, director ejecutivo, presidente y copresidente del comité de IDT Telecom

#### Competencia final
El comité de selección de la competencia preliminar estuvo conformado por las siguientes siete personas:
- Wendy Fitzwilliam, Miss Universo 1998 de Trinidad y Tobago
- Jay Manuel, presentador de televisión, director creativo y maquillador
- Farouk Shami, empresario, propietario de Farouk Systems
- Ross Mathews, personalidad de televisión
- Megan Olivi, presentadora y reportera de Fox Sports 1
- Lele Pons, personalidad de Vine y YouTube
- Pia Wurtzbach, Miss Universo 2015 de Filipinas

## Candidatas
Noventa y dos candidatas compitieron por el título.
| País/Territorio                      | Candidata              | Edad | Ciudad natal      | Grupo continental      |
| ------------------------------------ | ---------------------- | ---- | ----------------- | ---------------------- |
| Albania                              | Blerta Leka            | 19   | Tirana            | Europa                 |
| Alemania                             | Sophia Koch            | 20   | Halle             | Europa                 |
| Angola                               | Lauriela Martins       | 19   | Cabinda           | África y Asia Pacífico |
| Argentina                            | Stefanía Incandela     | 23   | Buenos Aires      | América                |
| Aruba                                | Alina Mansur           | 26   | Malmok            | América                |
| Australia                            | Olivia Rogers          | 25   | Adelaida          | África y Asia Pacífico |
| Austria                              | Celine Schrenk         | 19   | Gänserndorf       | Europa                 |
| Bahamas                              | Yasmine Cooke          | 25   | Nasáu             | América                |
| Barbados                             | Lesley Chapman         | 26   | Bridgetown        | América                |
| Bélgica                              | Liesbeth Claus         | 20   | Assenede          | Europa                 |
| Bolivia                              | Gleisy Noguer          | 21   | Cobija            | América                |
| Brasil                               | Monalysa Alcântara     | 18   | Teresina          | América                |
| Bulgaria                             | Nikoleta Todorova      | 19   | Vratsa            | Europa                 |
| Camboya                              | Sotheary By            | 19   | Nom Pen           | África y Asia Pacífico |
| Canadá                               | Lauren Howe            | 24   | Toronto           | América                |
| Chile                                | Natividad Leiva        | 25   | Santiago          | América                |
| China                                | Roxette Qiu            | 27   | Chengdu           | África y Asia Pacífico |
| Colombia                             | Laura González         | 22   | Cartagena         | América                |
| Corea del Sur                        | Sewhee Cho             | 26   | Seúl              | África y Asia Pacífico |
| Costa Rica                           | Elena Correa           | 27   | Heredia           | América                |
| Croacia                              | Shanaelle Petty        | 19   | Slavonski Brod    | Europa                 |
| Curazao                              | Nashaira Balentien     | 20   | Willemstad        | América                |
| Ecuador                              | Daniela Cepeda         | 22   | Guayaquil         | América                |
| Egipto                               | Farah Sedky            | 23   | El Cairo          | África y Asia Pacífico |
| El Salvador                          | Alisson Abarca         | 21   | San Salvador      | América                |
| Eslovaquia                           | Vanessa Bottánová      | 19   | Bratislava        | Europa                 |
| Eslovenia                            | Emina Ekić             | 22   | Ptuj              | Europa                 |
| España                               | Sofía del Prado        | 22   | Albacete          | Europa                 |
| Estados Unidos                       | Kára McCullough        | 26   | Washington, D. C. | América                |
| Etiopía                              | Akinahom Zergaw        | 22   | Addis Ababa       | África y Asia Pacífico |
| Filipinas                            | Rachel Peters          | 26   | Canaman           | África y Asia Pacífico |
| Finlandia                            | Michaela Söderholm     | 25   | Helsinki          | Europa                 |
| Francia                              | Alicia Aylies          | 19   | París             | Europa                 |
| Georgia                              | Marita Gogodze         | 21   | Rustavi           | Europa                 |
| Ghana                                | Ruth Quarshie          | 23   | Ajumako           | África y Asia Pacífico |
| Gran Bretaña                         | Anna Burdzy            | 25   | Leicester         | Europa                 |
| Guam                                 | Myana Welch            | 27   | Tamuning          | África y Asia Pacífico |
| Guatemala                            | Isel Suñiga            | 23   | Ayutla            | América                |
| Guyana                               | Rafieya Husain         | 25   | Anna Regina       | América                |
| Haití                                | Cassandra Chéry        | 22   | Puerto Príncipe   | América                |
| Honduras                             | April Tobie            | 18   | Roatán            | América                |
| India                                | Shraddha Shashidhar    | 21   | Chennai           | África y Asia Pacífico |
| Indonesia                            | Bunga Jelitha          | 26   | Yakarta           | África y Asia Pacífico |
| Irak                                 | Sarah Idan             | 27   | Bagdad            | África y Asia Pacífico |
| Irlanda                              | Cailín Toíbín          | 23   | Cobh              | Europa                 |
| Islandia                             | Arna Ýr Jónsdóttir     | 22   | Kópavogur         | Europa                 |
| Islas Caimán                         | Anika Conolly          | 27   | West Bay          | América                |
| Islas Vírgenes Británicas            | Khephra Sylvester      | 25   | Tórtola           | América                |
| Islas Vírgenes de los Estados Unidos | Esonica Veira          | 27   | Charlotte Amalie  | América                |
| Israel                               | Adar Gandelsman        | 19   | Ascalón           | África y Asia Pacífico |
| Italia                               | Maria Polverino        | 25   | Nápoles           | Europa                 |
| Jamaica                              | Davina Bennett         | 21   | Clarendon         | América                |
| Japón                                | Momoko Abe             | 23   | Chiba             | África y Asia Pacífico |
| Kazajistán                           | Kamilla Asylova        | 19   | Almaty            | África y Asia Pacífico |
| Laos                                 | Souphaphone Somvichith | 20   | Champasak         | África y Asia Pacífico |
| Líbano                               | Jana Sader             | 20   | Sidón             | África y Asia Pacífico |
| Malasia                              | Samantha Katie James   | 23   | Kuala Lumpur      | África y Asia Pacífico |
| Malta                                | Tiffany Pisani         | 25   | Attard            | Europa                 |
| Mauricio                             | Angie Callychurn       | 27   | Curepipe          | África y Asia Pacífico |
| México                               | Denisse Franco         | 19   | Culiacán          | América                |
| Myanmar                              | Zun Than Sin           | 22   | Rangún            | África y Asia Pacífico |
| Namibia                              | Suné January           | 23   | Rehoboth          | África y Asia Pacífico |
| Nepal                                | Nagma Shrestha         | 26   | Katmandú          | África y Asia Pacífico |
| Países Bajos                         | Nicky Opheij           | 22   | Handel            | Europa                 |
| Nueva Zelanda                        | Harlem-Cruz Ihaia      | 19   | Napier            | África y Asia Pacífico |
| Nicaragua                            | Berenice Quezada       | 24   | El Rama           | América                |
| Nigeria                              | Stephanie Agbasi       | 22   | Neni              | África y Asia Pacífico |
| Noruega                              | Kaja Kojan             | 20   | Kongsvinger       | Europa                 |
| Panamá                               | Laura de Sanctis       | 21   | Ciudad de Panamá  | América                |
| Paraguay                             | Ariela Machado         | 25   | Asunción          | América                |
| Perú                                 | Prissila Howard        | 26   | Piura             | América                |
| Polonia                              | Katarzyna Włodarek     | 26   | Breslavia         | Europa                 |
| Portugal                             | Matilde Lima           | 18   | Setúbal           | Europa                 |
| Puerto Rico                          | Danna Hernández        | 21   | San Juan          | América                |
| República Checa                      | Michaela Habáňová      | 21   | Zlín              | Europa                 |
| República Dominicana                 | Carmen Muñoz Guzmán    | 24   | Licey al Medio    | América                |
| Rumania                              | Ioana Mihalache        | 26   | Constanța         | Europa                 |
| Rusia                                | Kseniya Alexandrova†   | 22   | Moscú             | Europa                 |
| Santa Lucía                          | Louise Victor          | 26   | Micoud            | América                |
| Singapur                             | Manuela Bruntraeger    | 24   | Singapur          | África y Asia Pacífico |
| Sri Lanka                            | Christina Peiris       | 23   | Colombo           | África y Asia Pacífico |
| Sudáfrica                            | Demi-Leigh Nel-Peters  | 22   | Sedgefield        | África y Asia Pacífico |
| Suecia                               | Frida Fornander        | 22   | Gothenburg        | Europa                 |
| Tanzania                             | Lilian Maraule         | 22   | Dar es-Salaam     | África y Asia Pacífico |
| Tailandia                            | Maria Poonlertlarp     | 25   | Bangkok           | África y Asia Pacífico |
| Trinidad y Tobago                    | Yvonne Clarke          | 27   | San Fernando      | América                |
| Turquía                              | Pınar Tartan           | 20   | Esmirna           | Europa                 |
| Ucrania                              | Yana Krasnikova        | 18   | Kiev              | Europa                 |
| Uruguay                              | Marisol Acosta         | 20   | Canelones         | América                |
| Venezuela                            | Keysi Sayago           | 24   | Caracas           | América                |
| Vietnam                              | Nguyễn Thị Loan        | 27   | Thái Bình         | África y Asia Pacífico |
| Zambia                               | Isabel Chikoti         | 26   | Chingola          | África y Asia Pacífico |

### Galería de candidatas

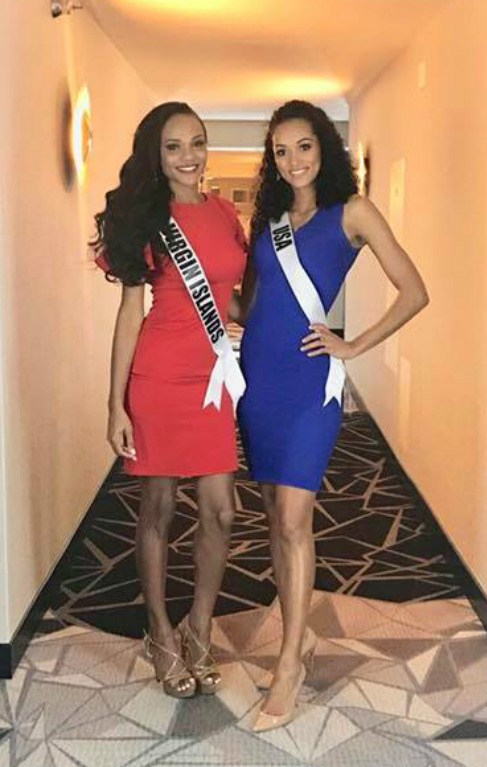
Miss Islas Vírgenes de los Estados Unidos
(Esonica Mictecia Veira)
y
Miss Estados Unidos
(Kára Deidra McCullough)

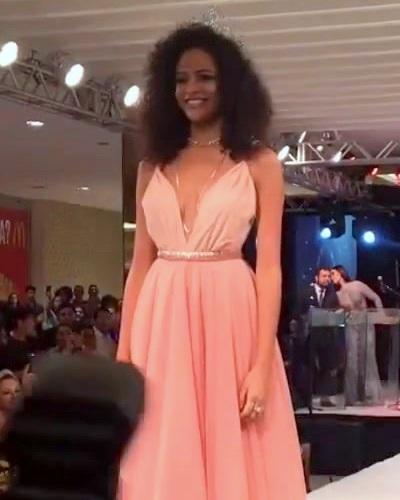
Miss Brasil
(Monalysa Alcântara)

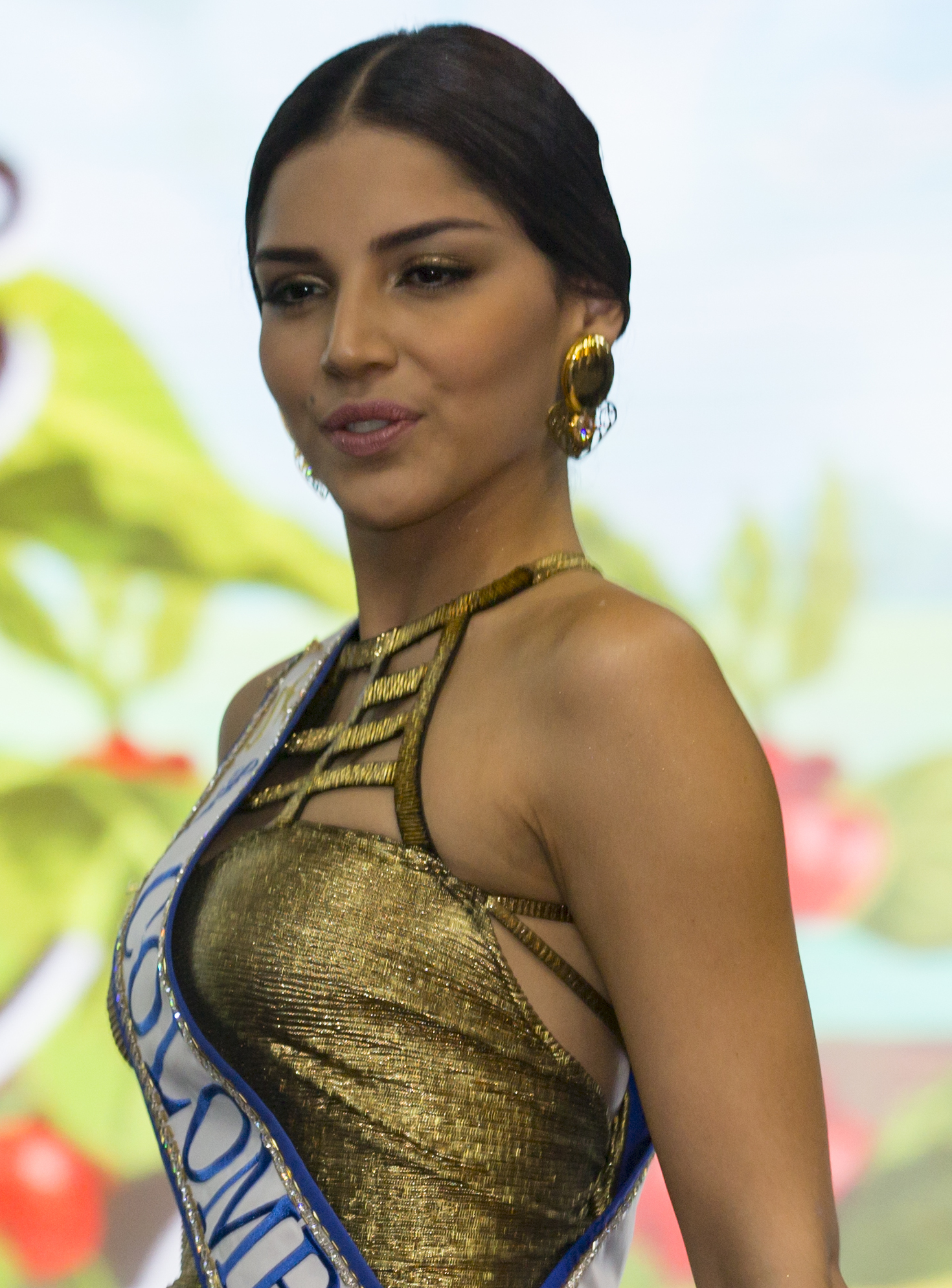
Miss Colombia
(Laura Barjum)

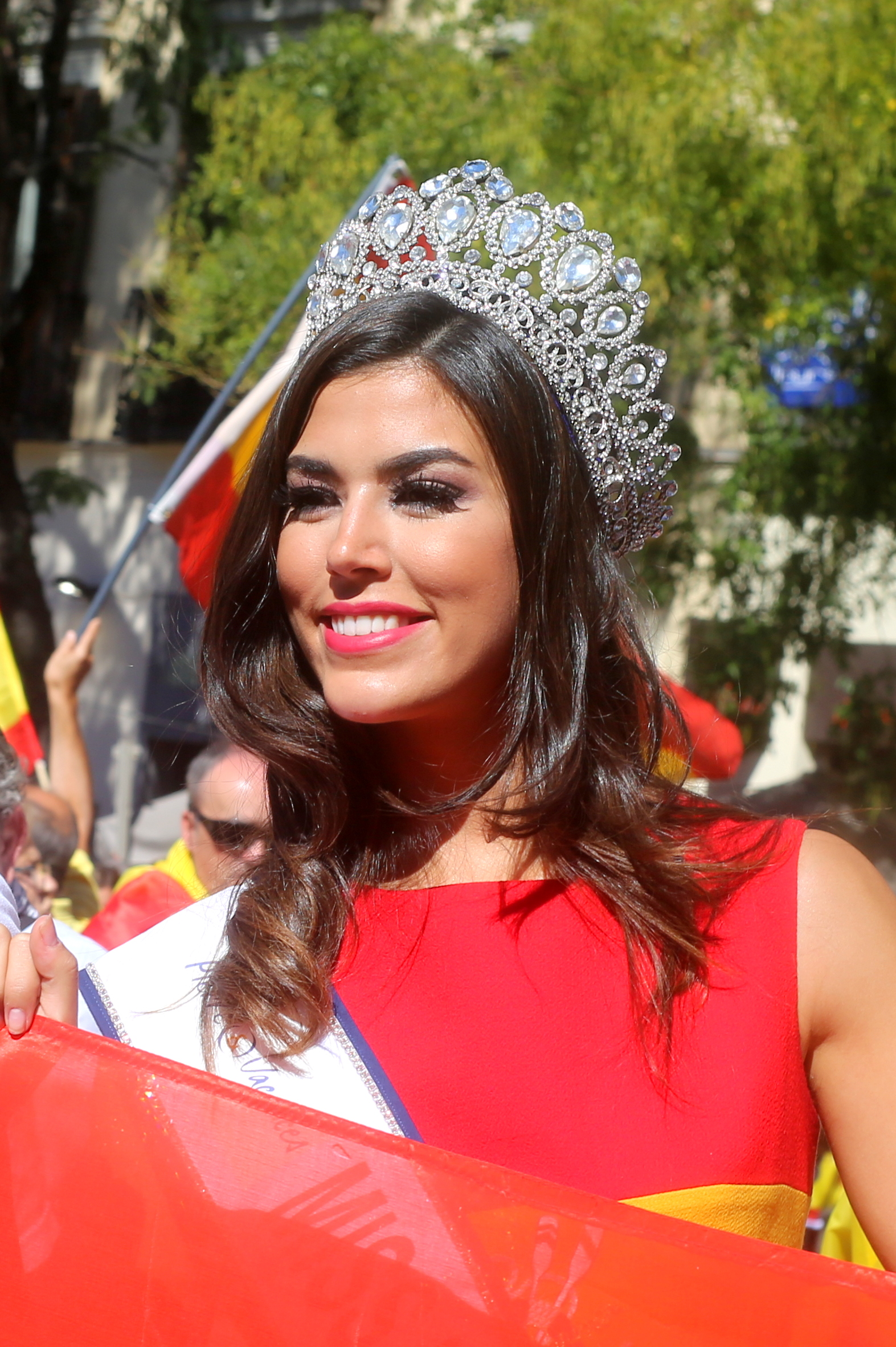
Miss España
(Sofía del Prado)

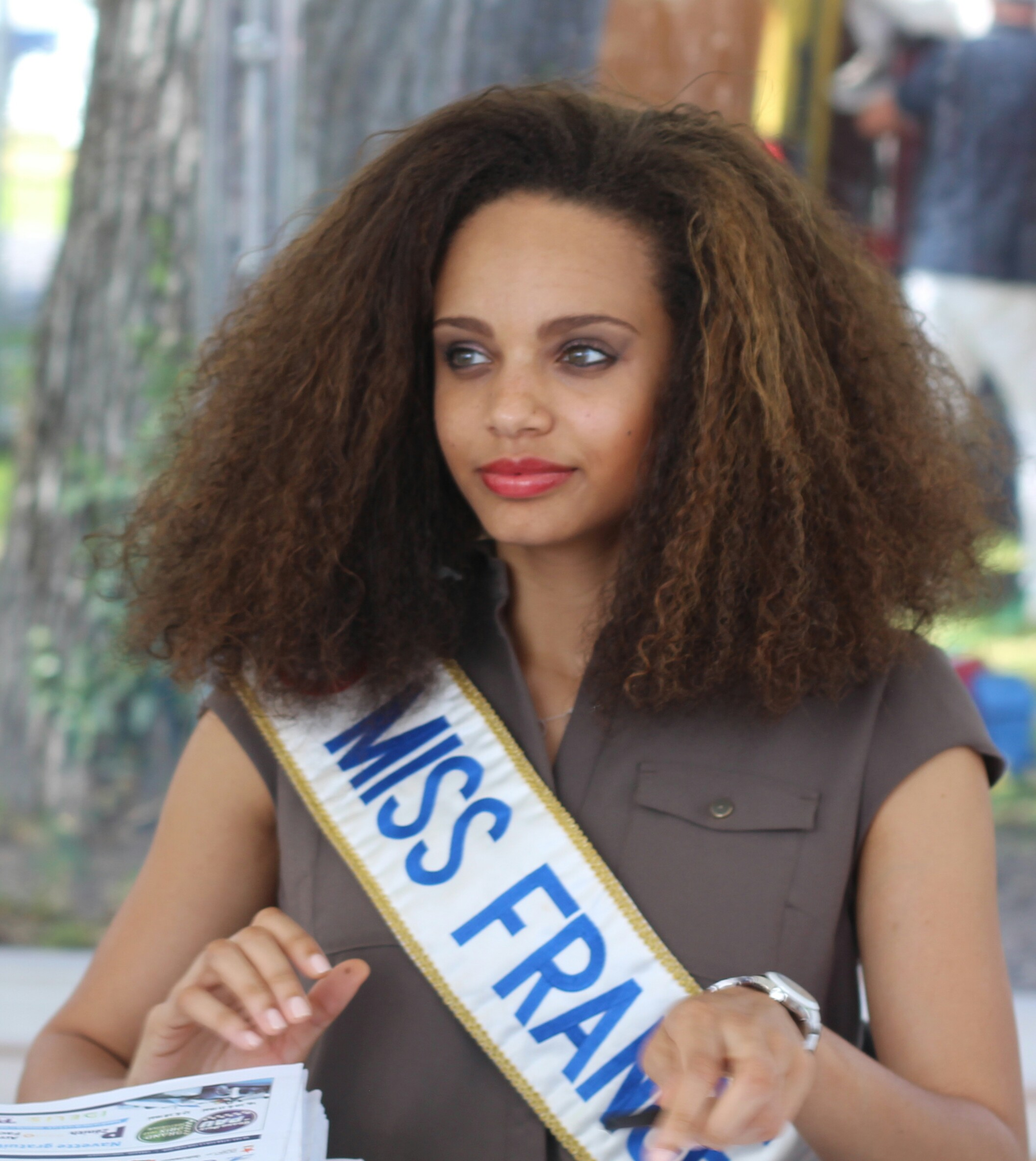
Miss Francia
(Alicia Aylies)

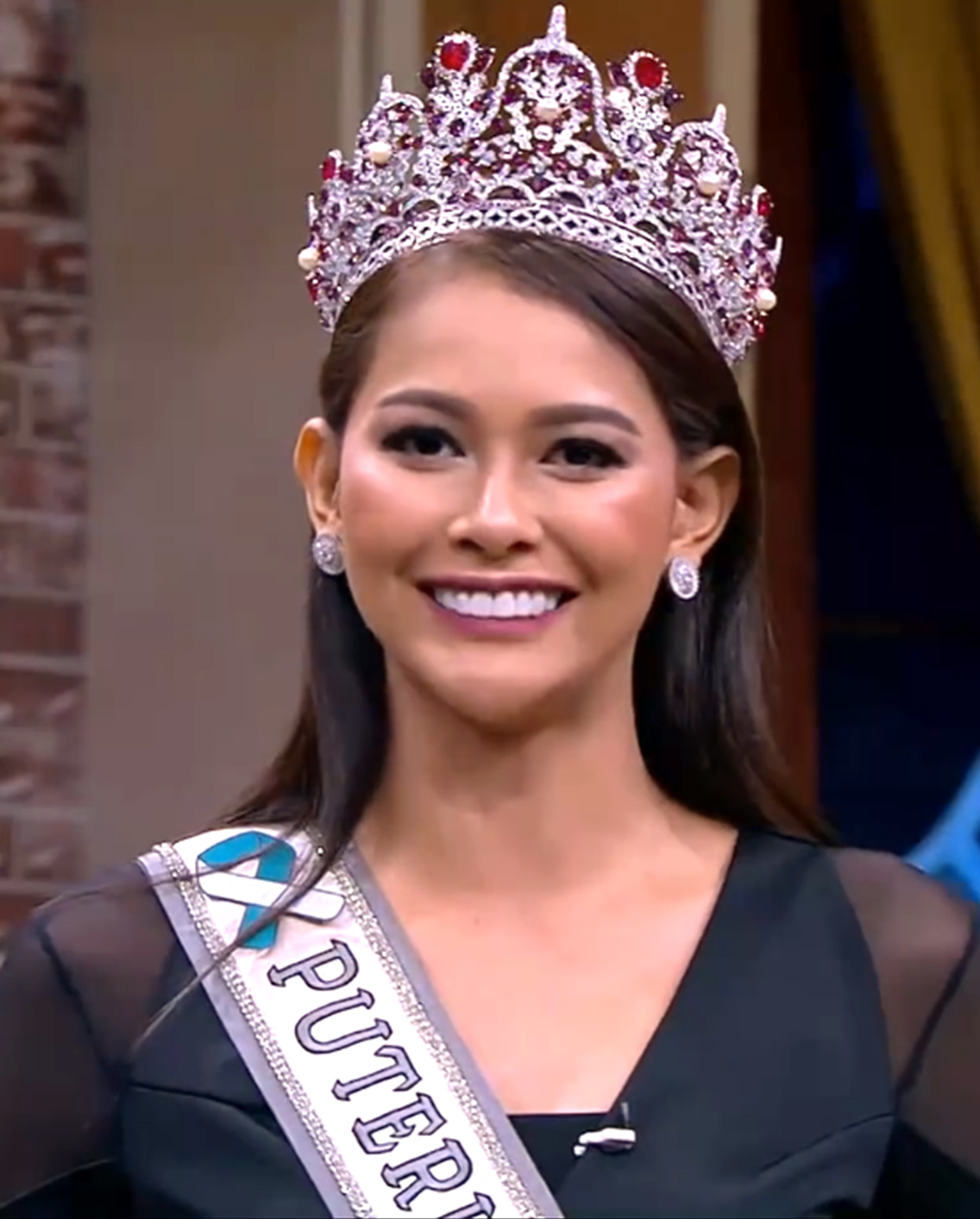
Miss Indonesia
(Bunga Jelitha)

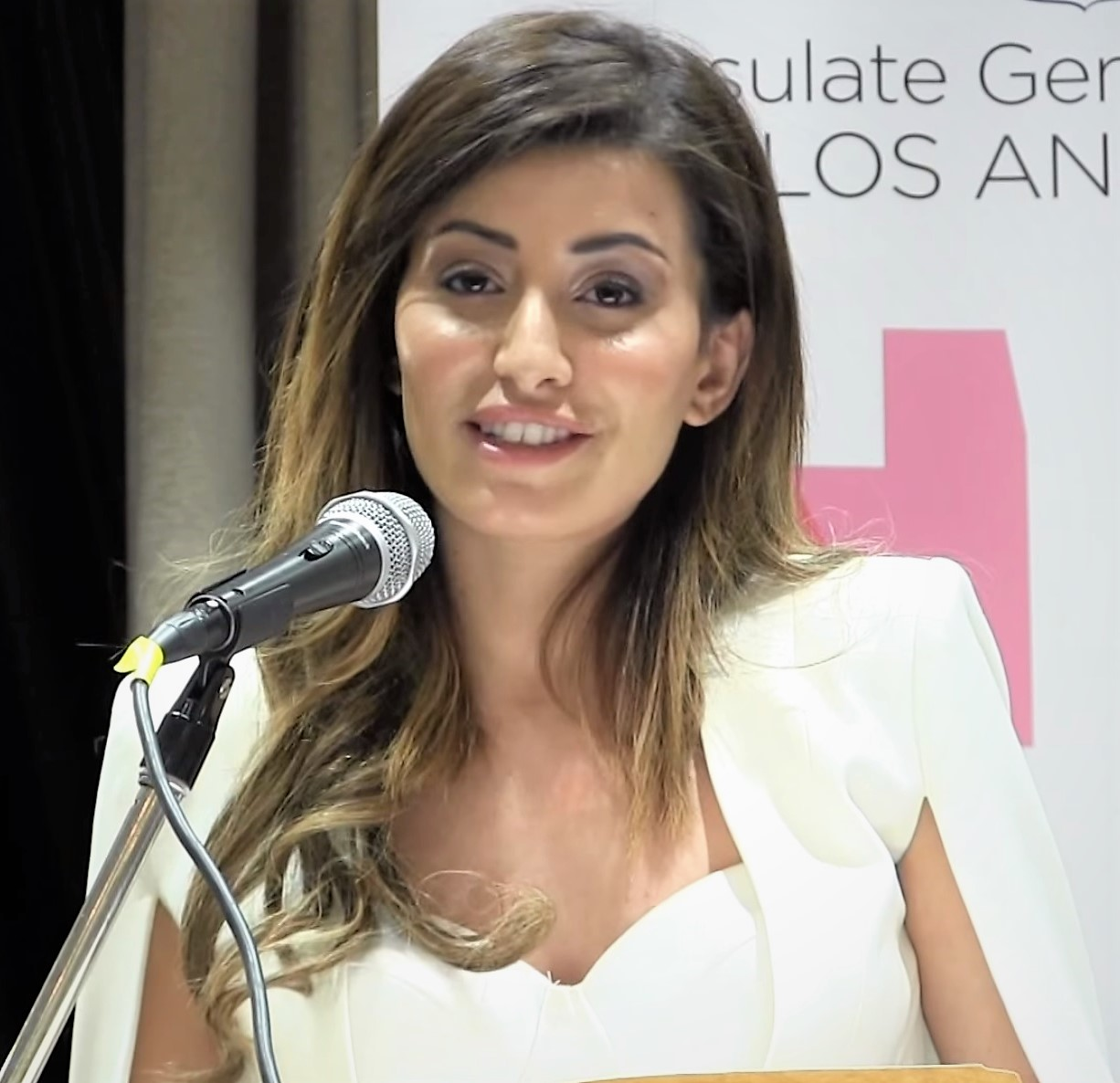
Miss Irak
(Sarah Idan)

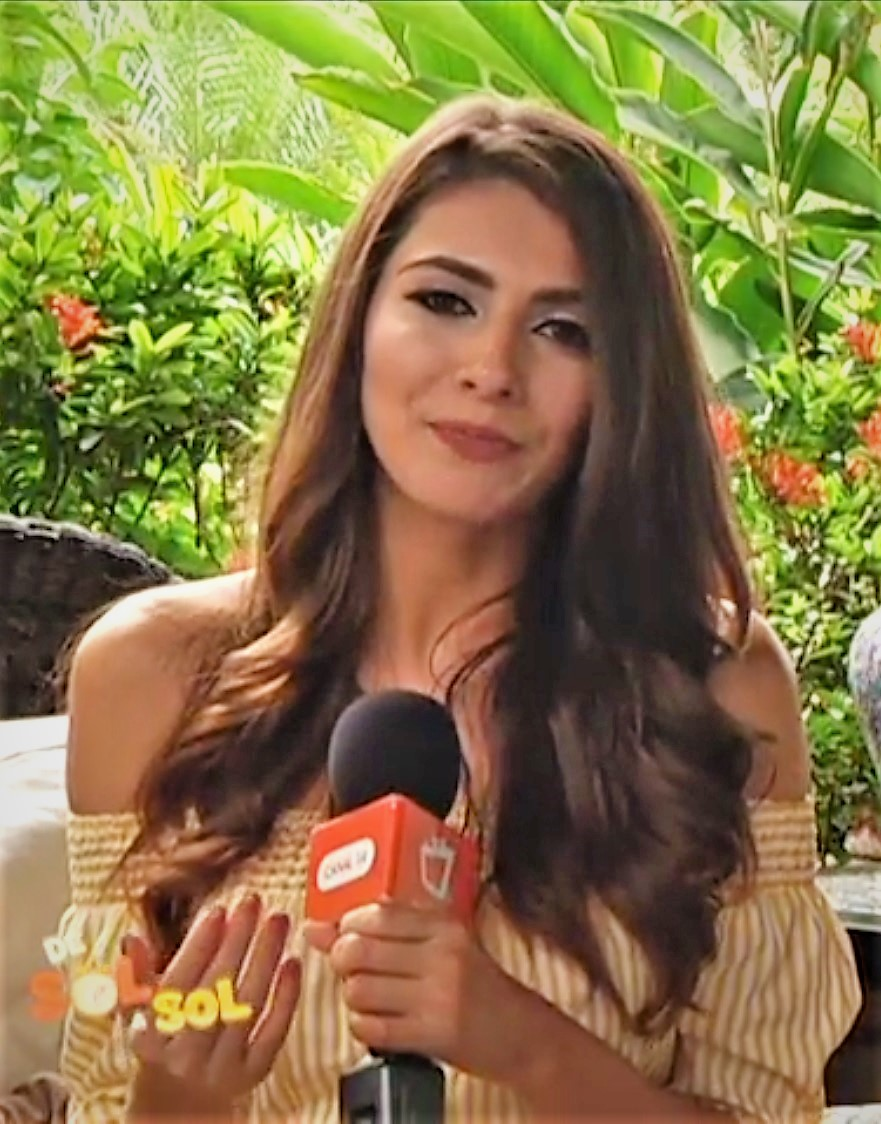
Miss Nicaragua
(Berenice Quezada)

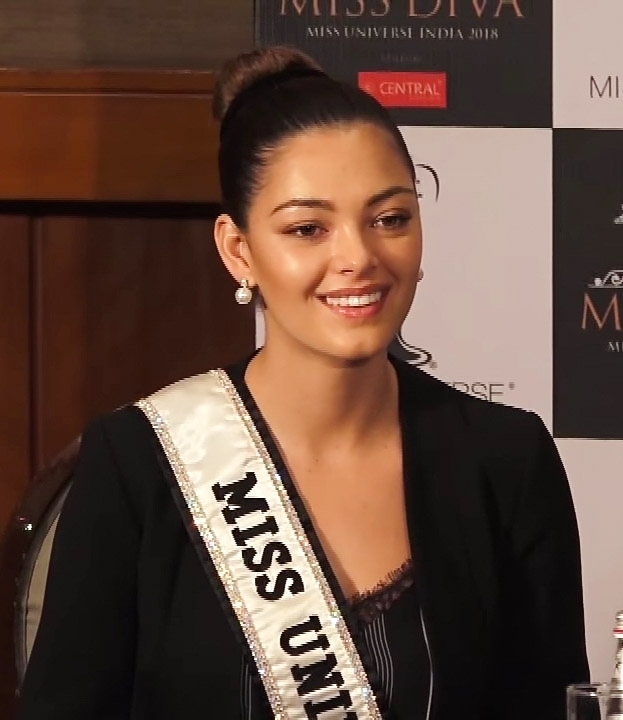
Miss Sudáfrica
(Demi Leigh-Nel Peters)

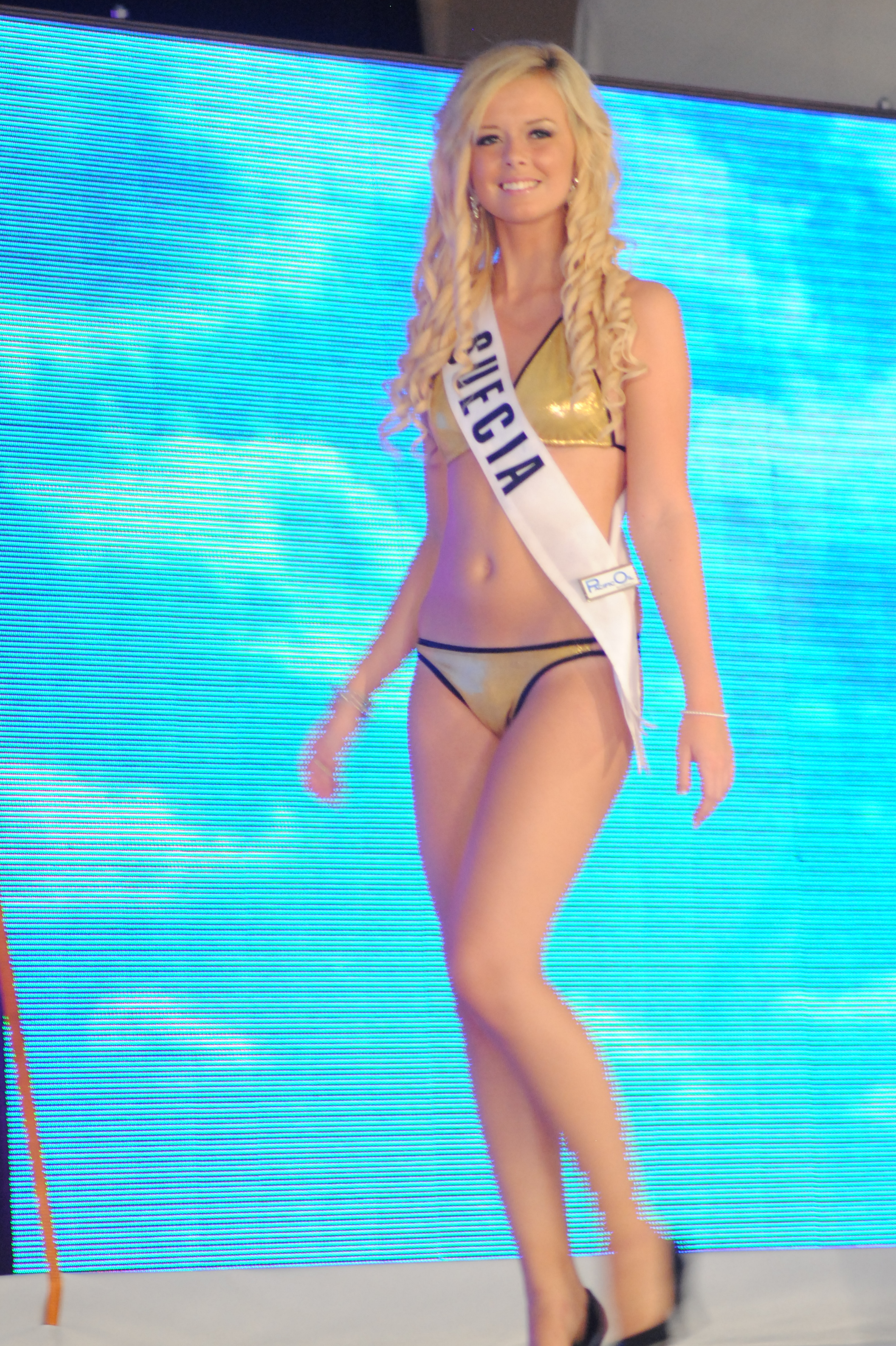
Miss Suecia
(Frida Maria Fornander)

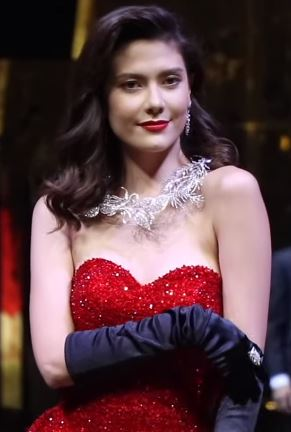
Miss Tailandia
(Maria Poonlertlarp)